# Tržno komuniciranje
Tržno komuniciranje je skupek dejavnosti.
Komuniciranje sestavlja : 
- oglaševanja,
- neposredno trženje,
- osebna prodaja,
- pospeševanje prodaje,
- odnosi z javnostmi.